# Kim Ok
Kim Ok (en chosŏn'gŭl : 김옥), née le 28 août 1964 en Corée du Nord, est une musicienne nord-coréenne, secrétaire personnelle depuis les années 1980, puis maîtresse du dirigeant Kim Jong-il jusqu'à sa disparition en 2011.

## Biographie
Kim Ok est née le 28 août 1964 en Corée du Nord. Considérée de facto comme la « Première dame du pays », elle serait devenue la maîtresse du dictateur quelque temps après la disparition de sa deuxième maîtresse, Ko Yong-hui, d'un cancer du sein à l'institut Gustave-Roussy de Villejuif (Val-de-Marne), en 2004.
Kim Ok était une musicienne, pianiste diplômée de l'Université de Musique et de Danse de Pyongyang, qui avant sa rencontre avec Kim Jong-il faisait partie de l’orchestre Wang Chae San.
Sa première apparition publique intervient au cours d’un voyage en Chine en tant qu’assistante de Kim Jong-il en janvier 2006.
Le 22 juin 2006, les médias sud-coréens annoncent le quatrième mariage de Kim Jong-il : celui-ci aurait épousé Kim Ok dans le plus grand secret, au cours d'une simple cérémonie, ayant pour cadre la Résidence Ryongsong, la villa du dirigeant de la Corée du Nord.
Kim Ok est apparu de nombreuses fois pendant des voyages en Corée du Nord aux côtés du chef suprême, ainsi qu'à l'occasion de visites diplomatiques, comme lors de sa rencontre en 2006 avec le président chinois Hu Jintao.
Selon Radio Free Asia, Kim Ok a été internée dans un camp de prisonniers un an après le décès de son mari.